# HD 34557
HD 34557，又名BD+40 1253，SAO 40248、HR 1738，是一颗恒星，视星等为5.52，位于銀經166.99，銀緯2.28，其B1900.0坐标为赤經5h 13m 13.2s，赤緯+40° 2.28′ 0″。